# Рожь горная
Рожь горная (лат. Secale montanum или Secale strictum) — вид травянистых растений из рода рожь (Secale) семейства злаки, или мятликовые (Poaceae). Дикорастущее растение, распространенное в Средиземноморье, на Ближнем Востоке, Кавказе и в Иране и Пакистане. Считается прародителем широко культивируемой посевной ржи.
Многолетнее самоопыляемое растение с ломкими черешками (рахисами).
В литературе встречаются два синонимичных варианта научного наименования таксона: Secale montanum Guss. и Secale strictum C.Presl. В русском языке преобладает термин Рожь горная.
При скрещивании дикой ржи с твердой пшеницей выводится озимая форма тритикале. Ввиду сельскохозяйственного потенциала вида, предполагались попытки интродукции растения в Австралии.
Разновидности горной ржи:
- S. montanum var. ciliatoglume Boiss.
- S. montanum var. anatolicum Boiss.
- S. montanum var. dalmaticum Vis.
- S. montanum var. kuprijanovii Grossh.
- S. montanum subsp. africanum Stapf